# Premio Iluro de Monografía Histórica, Humanidades y Ciencias Sociales
El Premio Iluro de Monografía Histórica, Humanidades y Ciencias Sociales (en catalán, Premi Iluro de Monografia Històrica, Humanitats i Ciències Socials) es un premio instituido por la Caja de Ahorros de Mataró el 1959 y actualmente convocado por la Fundació Iluro. Se otorga al mejor trabajo de investigación histórica sobre Mataró o la comarca del Maresme, tanto de carácter general como particular, referido a un determinado periodo, ámbito geográfico o tema (arte, arqueología, economía, folclore, o cualquier otro). El premio se hace extensivo a estudios sobre memorias, diarios, fondos documentales, y también a biografías y autobiografías que constituyan una aportación de especial interés para el conocimiento del pasado histórico de Mataró y el Maresme.
Cada año se editan las bases de convocatoria donde se definen las características de los trabajos que optan al Premio. Atendiendo a la doble finalidad que tiene la institución del Premio de estimular la investigación y de difundir el conocimiento de la historia, el Jurado valora especialmente, además del rigor científico y de la aportación investigadora de los trabajos, la calidad expositiva y de redacción de las obras. Los trabajos que se presenten al premio tienen que ser originales e inéditos, y no pueden haber sido premiados en otros certámenes. Estarán escritos en catalán.
La Generalidad de Cataluña concedió la Creu de Sant Jordi el año 2009, considerando que la colección de títulos publicados "conforma un corpus valioso como herramienta de consulta y fuente de contenidos".
En el año 2015 la Fundació Iluro renueva el web del Premi Iluro, que incluye la digitalización completa y en acceso abierto de todas las obras publicadas.

## Historia
La primera nota documental sobre el Premi Iluro se remonta al 27 de abril de 1959, cuando la comisión encargada de la Obra Social de la Caja de Ahorros de Mataró acordó de proponer a la junta de gobierno la convocatoria de “un certamen de monografías locales o comarcales con un premio de 5000 pesetas facultando a la ponencia de Obras Culturales la redacción de las oportunas bases y cuyo trabajo premiado sería publicado por cuenta de la propia Caja.”
Las primeras bases del certamen fueron aprobadas el 16 de julio de 1959. La primera convocatoria se hace pública con el nombre de “Premi Iluro 1959 de Biografia Mataronesa”. El plazo de admisión de originales finalizó el 24 de octubre de aquel mismo año. Se presentaron tres trabajos y el jurado declaró desierto el premio.
La junta de gobierno de la caja acordó la segunda convocatoria con más tiempo por adelantado, doblando la cuantía del premio, de 5000 a 10.000 pesetas. La dotación ha ido aumentando gradualmente. El año 1963, con motivo del centenario de la entidad, se otorgaron excepcionalmente un primero, un segundo y un tercer premio.
A lo largo de la historia del certamen, el jurado calificador ha estado presidido por intelectuales de la categoría de Ramon d'Abadal i de Vinyals, Agustí Duran i Sanpere, Antoni Comas i Pujol, Miquel Coll i Alentorn, Manuel Mundó i Marcet y, desde principios de siglo, Jordi Nadal Oller, Antoni Pladevall i Font, Josep Maria Fradera i Barceló y, desde el año 2020, Joaquim Nadal i Farreras.
También han formado parte, en calidad de vocales, numerosos académicos, catedráticos, profesores, historiadorse, escritores, economistas, arqueólogos… entre los cuales sobresalen auténticos especialistas como Alexandre Satorras, Max Cahner, Josep Fontana, Manuel Mundó, Carlos Martínez Shaw, Àngel Fàbrega, Emili Giralt, Miquel Tarradell, Josep Guitart, Isabel Rodà, Josep Maria Salrach, Josep Termes, Joan Sanmartí, …

## Galardonados
- 1960: Antoni Martí i Coll - Don Joaquím Martí i Moner. 1828-1964. Cartas de Ultramar
- 1960: (Accésit) Ramon Salas i Oliveras - Biografia de l’Excm. i Rvdm. Dr. D. Jaume Creus i Martí, Arquebisbe de Tarragona. 1760-1825
- 1961: Antoni Martí i Coll - Historia de una familia de la villa de Mataró (Juan Arnau Palau y sus descendientes)
- 1962: José Poch - Las Escuelas Pías de Mataró. La Iglesia de Santa Ana y el Hno. José Guardia de San Juan Bautista (Apuntes históricos y documentos)
- 1962: (Accésit) Ramon Salas i Oliveras - Mataró i l’ensenyament
- 1963: Marià Ribas i Bertran - Els orígens de Mataró
- 1965: Joaquim Llovet i Verdura - Mataró, 1680-1719: El pas de vila a ciutat i Cap de Corregiment
- 1966: Antoni Martí i Coll - Cartes d'un mestre veler
- 1967: Josep Maria Colomer - Mataró al mil cinc-cents
- 1968: Josep Maria Madurell i Marimon - L'art antic al Maresme (Del final del gòtic al barroc salomònic) Notes documentals
- 1968: (Accésit) Josep Iglésies i Fort - La Població del Maresme a la llum dels censos generals
- 1970: Joaquim Llovet i Verdura - Constructors navals de l'ex-província marítima de Mataró. 1816-1875
- 1970: (Accésit) Esteve Albert i Corp - D’Iluro a Mataró. El Maresme del segle v al xiii
- 1971: Jaume Gonzàlez-Agàpito - Bibliografia de Mataró: Els clergues del segle xviii
- 1971: (Accésit) Esteve Albert i Corp - El Maresme de Dosrius estant (1914-1921)
- 1972: Pere Molas i Ribalta - Societat i poder polític a Mataró, 1718-1808
- 1973: Joaquim Llovet i Verdura - Cartes a Veracruz. Comerç americà i guerra napoleònica en la correspondència de Cabanyes, Cortecans, Pasqual i Cia. (1804-1813)
- 1973: (Accésit) Marià Ribas i Bertran - El Maresme en els primers segles del cristianisme
- 1973: (Accésit) Antoni Martí i Coll - Mataró i els agraviats
- 1974: Enric Jardí i Casany - Puig i Cadafalch, arquitecte, polític i historiador de l'art
- 1975: Marta Manté i Bartra - La problemática de la Segunda República a través del estudio de una situación concreta: El Mataró de los años treinta
- 1976: Antoni Turró i Martínez - El paper moneda de guerra del Maresme (1936-1939)
- 1977: Antoni Martí i Coll - Història d'una família (segona part)
- 1977: (Accésit) Esteve Albert i Corp - Quatre boigs de Mataró (Combat per Catalunya 1930-1937)
- 1979: Joaquim Llovet i Verdura - La matrícula de mar i la província de marina de Mataró al segle xviii
- 1980: Marta Prevosti i Monclús - Cronologia i poblament a l'àrea rural d'Iluro
- 1981: Francesc Costa i Oller - La premsa a Mataró (1820-1980)
- 1982: Josep Viñals i Iglesias - Premià a començaments del segle xviii: un assaig d'història econòmica local.
- 1983: (Accésit) Joan Giménez i Blasco - Economia i societat. Mataró, 1600-1639
- 1984: Francesc Costa i Oller - Mataró liberal 1820-1856: la ciutat dels burgesos i els proletaris
- 1985: Joaquim Llovet i Verdura - Alsina, March i Cona (1794-1808).Tràfic colonial, bloqueig marítim i comerç de neutrals
- 1986: Olga López i Miguel - Actituds col·lectives davant la mort i discurs testamentari al Mataró del segle xviii
- 1987: Coral Cuadrada i Majó - El Maresme medieval: les jurisdiccions baronals de Mataró i Sant Vicenç/Vilassar (hàbitat, economia i societat, s. X-{{Siglo|XIV)
- 1989: Teresa Mora i Vila - Societat i economia: Calella 1737 i 1758
- 1990: Jordi Pomés i Vives - Les "Mataro's Potatoes" i El Cooperativisme Agrari al Maresme (1903-1939)
- 1990: (Accésit) Montserrat Ventura i Munné - Lletrats i Illetrats a una Ciutat de la Catalunya Moderna, Mataró, 1750-1800
- 1990: (Accésit) Joan Carles Gelabertó i Orué - Revolució Liberal i Guerra Civil a la Marina de la Selva
- 1991: Pere Benito i Monclús - Les Parròquies del Maresme a la Baixa Edat Mitjana
- 1992: Marià Barriendos i Vallvé - i Jordi Pomés i Vives L'aigua a Mataró. Inundacions i recursos hídrics (Segles xviii-xx)
- 1992: (Accésit) Francesc Forn i Salvà - “Déu Nostre Seyor vulla alsar la mà de aquest asot del contagi” (Una aproximació a l’epidèmia de peste bubònica de 1650-1654 al terme del castell de Montpalau, al terme del castell de Palafolls i a Mataró)
- 1993: Jordi Amat i Teixidó - República i Guerra Civil a Calella (1931-1939)
- 1993: (Accésit) Xavier Mas i Gibert - Memorial dels pescadors i els peixos. (Converses amb Francesc Isern). Tres-cents anys de la tradició marinera al litoral del Maresme
- 1994: Oriol Olesti i Vila - El territori del Maresme en època republicana (s. III-I a. C.). Estudi d'arqueomorfologia i història
- 1994: (Accésit) César Yáñez Gallardo - Emigración ultramarina y familia catalana en el siglo XIX. Los Moreu Rabassa de Calella. (Con una nota de Lluís Castañeda sobre las transferencias ultramarinas)
- 1995: Manuel Cusachs i Corredor - "La Costa de Llevant" 1894-1922. Setmanari comarcal catalanista de Canet de Mar
- 1996: Jordi Pomés i Vives i María Rodríguez Calleja - L'Obrera Mataronesa. Un bell i efímer somni (1886-1890). El cooperativisme a Mataró al segle xix
- 1997: Ernest Cañada i Mullor - Conflictividad laboral y sindicalismo en el sector textil de Mataró entre 1896 y 1923
- 1997: (Accésit) M. Assumpció Zapata Buxens -  Les Jurisdiccions locals en el pas de l’Edat Mitjana a l’Edat Moderna. Els batlles de sachs i els batlles reials a la baronia Desbosch
- 1998: Benet Oliva i Ricós - Els orígens de la primera industrialització del rerepaís. Un cas emblemàtic: Vilassar i el capital comercial barceloní (1828-1875)
- 1999: Rosa Alcoy i Pedrós - Eduard Alcoy a Mataró. Pintures i dibuixos (1966-1987)
- 2000: Joan Giménez i Blasco - Mataró en la Catalunya del segle xvii, un microcosmos en moviment
- 2001: Xavier Mas i Gibert - Guerra-Revolució i Contrarevolució a Canet de Mar (1936-1943). Les dimensions d'una tragèdia
- 2001: (Accésit) Benet Oliva i Ricós - La Petita noblesa del Maresme. Tres trajectòries: Des Bosc, Ferrer i Sala (s. XIV-XVII)
- 2002: Jaume Vellvehí i Altamira - Terenci Thos i Codina (Mataró, 1841-1903) Un home de la Reinaxença
- 2003: Assumpció Zapata i Buxens - La baronia Desbosch del Maresme. Una jurisdicció feudal en l'Edat Moderna
- 2004: Benet Oliva i Ricos - El plet de l'escó. Una microhistòria sobre les comunitats locals, el règim senyorial i la Contrareforma a la Catalunya del 1600
- 2004: (Accésit) Joan Giménez i Blasco - Mataró en la Catalunya del segle xvii (II). La Gestió del quotidià
- 2005: Ramon Rexach i Puig - Els pares de la República. El patriciat a la Catalunya urbana moderna. Mataró, s. XV-XVII
- 2006: Joan Florensa i Parés - P. Jacint Feliu i Utzet (1787-1867), protagonista de la restauració de l'Escola Pia a Espanya
- 2007: Ramon Rexach i Puig - Els orígens de la tradició política liberal catòlica a Catalunya. Mataró, s. XVIII i XIX
- 2008: Joaquim Llovet i Verdura - Els viatges del capità Moreu. Entre la dominació napoleònica i la insurgència mexicana (1808-1815)
- 2009: Ramon Reixach i Puig - Els orígens del catolicisme social contemporani a Mataró. Dels inicis de la revolució industrial a la Primera Guerra Mundial
- 2009: (Accésit) Francesc Forn i Salvà - Viure i sobreviure al s. XVI a la Marina de la Selva (Castell de Montpalau i Castell de Palafolls). La defensa, l'atac i el rescat davant de les incursions dels corsaris turcs i algerians
- 2010: (Accésit) Joan Bonamusa i Roure - De la Civitas d'Iluro a Alarona (Mataró, Barcelona) Entre la tetrarquia i els Carolingis
- 2011: Montserrat Gurrera i Lluch - Els orígens de la xarxa escolar de Mataró (1808-1868)
- 2012: Joan Giménez i Blasco - La província marítima de Mataró. Economia i conflictes socials (1750-1870)
- 2012: (Accésit) Rafael Luque Fernández - Estat, patrons i obrers davant la modernització de les relacions laborals. La Junta de Reformes Socials de Mataró (1900-1923)
- 2013: Alexandra Capdevila i Muntadas - Quan la terra promesa era al sud. La immigració francesa al Maresme als segles xvi i xvii
- 2013: (Accésit) Jaume Brufau i Prats - De xerric a capità d’empresa. Memòries de Joan Brufau Cusidó ampliades pel seu fill
- 2015: Francesc Forn i Salvà - El Corpus de 1714. La Marina de Llevant durant la Guerra de Successió
- 2015: (Accésit) Enric Puig i Giralt - Rock i cultura pop a Mataró: una visió implicada
- 2018: Joan Giménez i Blasco - Mataró 1936-1945. De la revolució a la repressió (Volum II)
- 2019: (Accésit) Pep Valsalobre i Eulàlia Miralles - El poeta mataroní Joan Pujol (s. XVI) o la poesia en el seu context
- 2020: (Accésit) Esther Alsina Galofré - Dionís Baixeras 1862-1943. Un pintor entre el Maresme i els Pirineus